# Trunhemstjärnen
Trunhemstjärnen är en sjö i Filipstads kommun i Värmland och ingår i Göta älvs huvudavrinningsområde. Sjön har en area på 0,0915 kvadratkilometer och ligger 183,1 meter över havet.

## Delavrinningsområde
Trunhemstjärnen ingår i det delavrinningsområde (662690-142389) som SMHI kallar för Utloppet av Saxen. Medelhöjden är 240 meter över havet och ytan är 46,7 kvadratkilometer. Räknas de 10 avrinningsområdena uppströms in blir den ackumulerade arean 158,53 kvadratkilometer. Saxhyttälven (Stensjöälven) som avvattnar avrinningsområdet har biflödesordning 3, vilket innebär att vattnet flödar genom totalt 3 vattendrag innan det når havet efter 351 kilometer. Avrinningsområdet består mestadels av skog (70 procent). Avrinningsområdet har 7,59 kvadratkilometer vattenytor vilket ger det en sjöprocent på 16,2 procent.